# Maschinenfabrik Esslingen
La Maschinenfabrik Esslingen AG (ME) era una società per azioni tedesca fondata nel 1846, che ebbe un importante passato nella costruzione di locomotive, tram, vagoni, equipaggiamenti tecnici ferroviari, quali piattaforme girevoli, ponti in ferro e carpenteria metallica, pompe e caldaie, nonché di imbarcazioni fluviali.
Cessata tale produzione nel 1965, il marchio rimase attivo nel settore immobiliare fino al 2003.

## Settori di produzione
Pur centrata prevalentemente nel settore ferroviario, ma produzione ME risultò diversificata e in grado di adattare le esperienze maturate dall'impresa anche in settori collaterali.
Parallelamente l'azienda fu coinvolta in diverse imprese di costruzione di manufatti metallici e ponti, attività che durò fino alla chiusura degli impianti produttivi.

### Locomotive

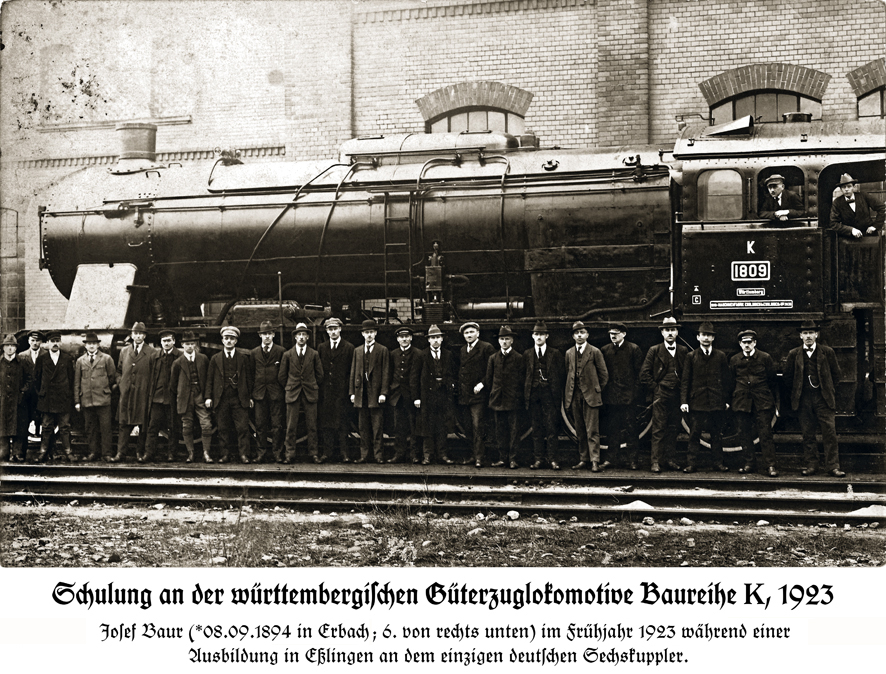
Una delle più note realizzazioni, la K delle ferrovie del Württemberg

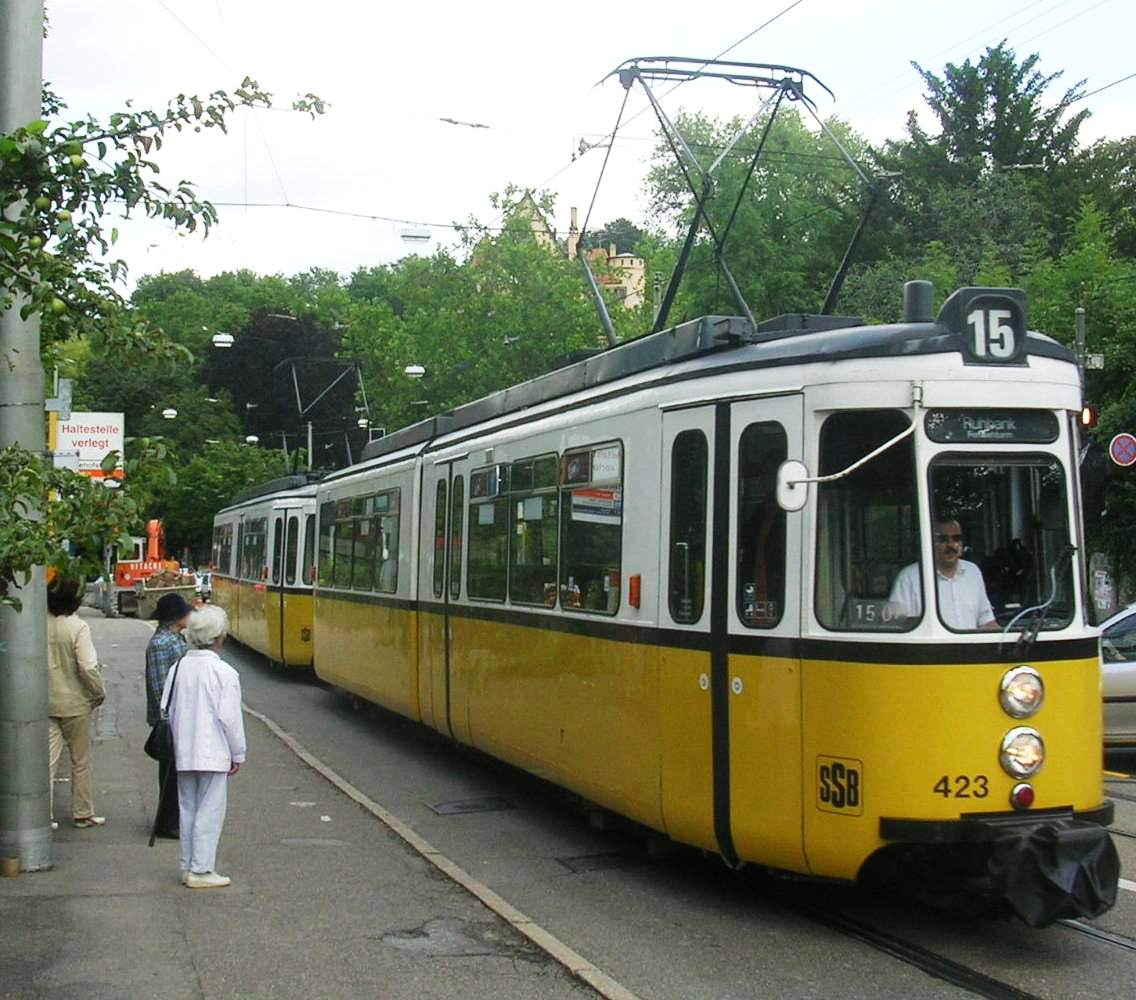
Tram GT4 di Stoccarda

Fino agli anni sessanta il marchio Maschinenfabrik Esslingen contraddistinse migliaia di locomotive a vapore e Diesel in tutto il mondo, compresi esemplari dal progetto particolare. Fra le unità caratteristiche di tale marchio risultarono le locomotive da montagna, realizzater in numerose varianti per il servizio su linee a cremagliera attrezzate con i sistemi Riggenbach, Abt e Strub. Di tale tipo fu l'ultima locomotiva costruita a Esslingen, che lasciò lo stabilimento il October 1966 alla volta dell'Indonesia.
Unità restaurate dall'associazione Verein zur Erhaltung der Lokomotiven der ME, che ha sede negli ex uffici ME di Emil-Kessler-Straße a Mettingen presso la Daimler AG, sono state negli anni cedute a ferrovie museo.
L'azienda fu impegnata anche nella produzione di locomotive elettriche quali ad esempio le unità costruite nel 1912 per la Wendelsteinbahn. Dopo il 1920 unità ad accumulatori furono realizzate prevalentemente per l'uso in miniere o ferrovie industriali.
La produzione ME comprese altesì rotabili dotati di motore a combustione interna quali le piccole Diesel del noto modello Köf, alcuni autobus su rotaia e le locomotive russe classe E el-2.

### Imbarcazioni
La costruzione di natanti per la navigazione in acque interne, avviata a Ulma e Friedrichshafen, fu avviata nel 1852 per arrestarsi già nel 1858 in conseguenza della crisi economica del periodo. In tali anni vennero realizzate 50 battelli per servizi sul Danubio, due piroscafi per il fiume Neckar, due battelli a vapore e due rimorchiatori per Lago di Costanza.

### Tram
Fra il 1956 e il 1965, più di 350 tram SSB GT4 furono costruiti a Esslingen per la rete tranviaria di Stoccarda, che rimasero in servizio fino al 2007. Anche le vetture della funicolare cittadina furono costruite a Esslingen.

## Storia

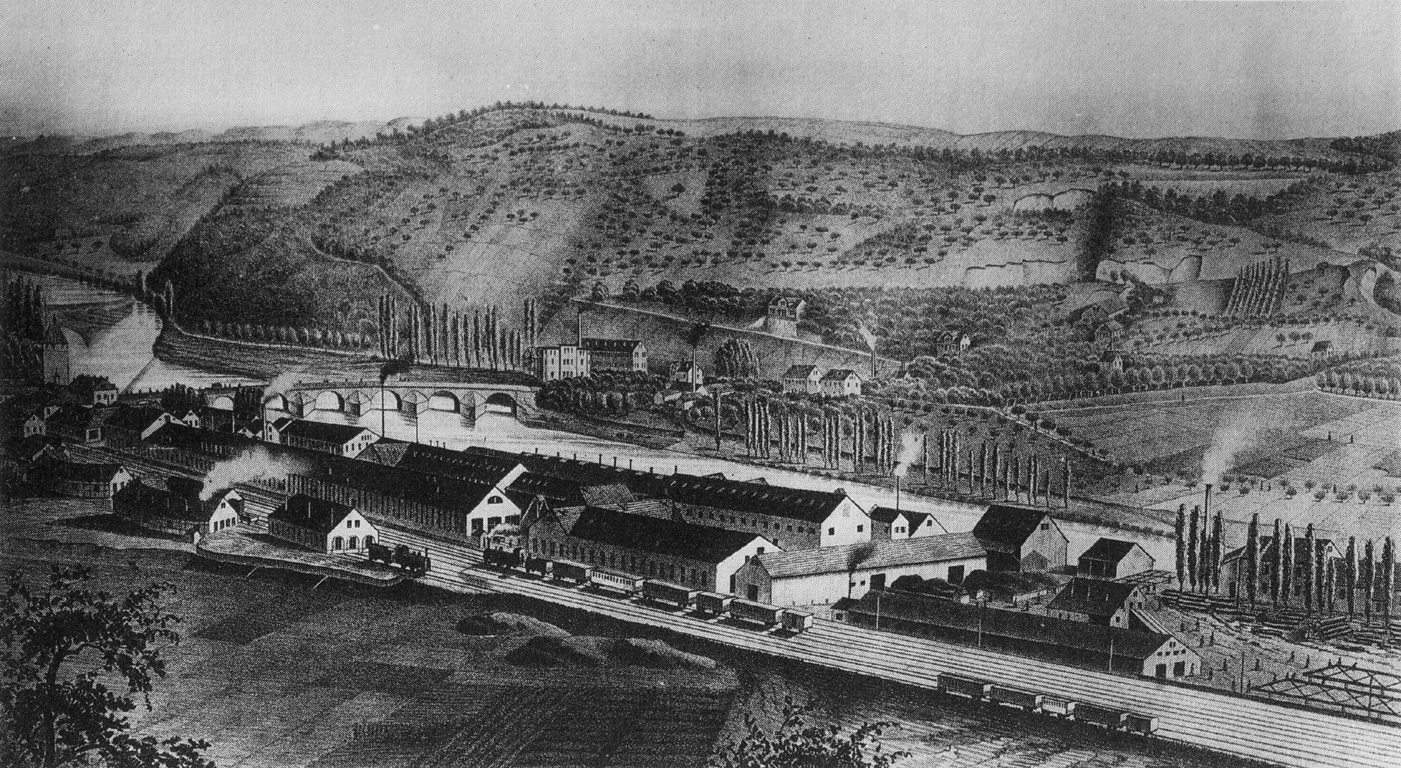
Stabilimenti Maschinenfabrik Esslingen a metà Ottocento

La fabbrica, conosciuta anche come Kessler, fu fondata l'11 marzo 1846 a Stoccarda, nell'ambito di un piano elaborato dal governo allo scopo di liberare il Regno del Württemberg dalla dipendenza dall'industria straniera; il fondatore Emil Kessler aveva maturato una fondamentale esperienza delle tecniche dell'epoca presso la Maschinenbau-Gesellschaft di Karlsruhe, di cui era stato un membro del consiglio di amministrazione dal 1837 e amministratore unico dal 1842.
La prima pietra della nuova fabbrica venne posta a Esslingen am Neckar il 4 maggio 1846. L'anno dopo, a ottobre 1847, venne consegnata la prima locomotiva ordinata dalle Königlich Württembergische Staats-Eisenbahnen (KWSt.E).
Alla morte di Emil Kessler, nel 1867, gli succedette alla guida della fabbrica il figlio maggiore Emil Kessler fino alla sua morte avvenuta nel 1895. Nel 1870 battezzò col nome Kessler la millesima locomotiva uscita di fabbrica in memoria del fondatore. L'ufficio progetti lavorò principalmente per le ferrovie statali del Württemberg.
L'azienda guadagnò rapidamente una buona reputazione che le consentì di espandere all'estero le proprie commesse e attività grazie anche all'acquisizione della Maschinenfabrik Gebr. Decker & Co. nel 1881, la fondazione della Costruzioni Meccaniche di Saronno (la cui proprietà venne ceduta all'ingegnere Nicola Romeo al termine della prima guerra mondiale), l'acquisto della Maschinen- & Kessel Fabrik G. Kuhn nel 1902 e la costruzione nel 1913 di un nuovo stabilimento a Mettingen.
Dal 1907 a capo dell'ufficio progetti si insediò il figlio più giovane di Emil, Ludwig Kessler.
Divenuta una divisione della Gutehoffnungshütte, nel 1965 il gruppo Daimler-Benz acquistò gli stabilimenti aziendali allo scopo di riconvertirli alla propria produzione di autocarri, decretando con ciò la cessazione delle attività nel settore ferroviario.
La produzione di carrelli per uso industriale fu ceduta nel 1968 alla Still GmbH Der Bau von Eisenbahnfahrzeugen wurde daher eingestellt. Die Maschinenfabrik Esslingen AG war dann bis 2003 eine reine Grundstücks- und Verpachtungsgesellschaft als Tochter der Daimler Verwaltungsgesellschaft für Grundbesitz und hatte ihren Sitz in Schönefeld..
La Maschinenfabrik Esslingen AG rimane attiva quale società di leasing immobiliare fino al 2003.

## Galleria d'immagini

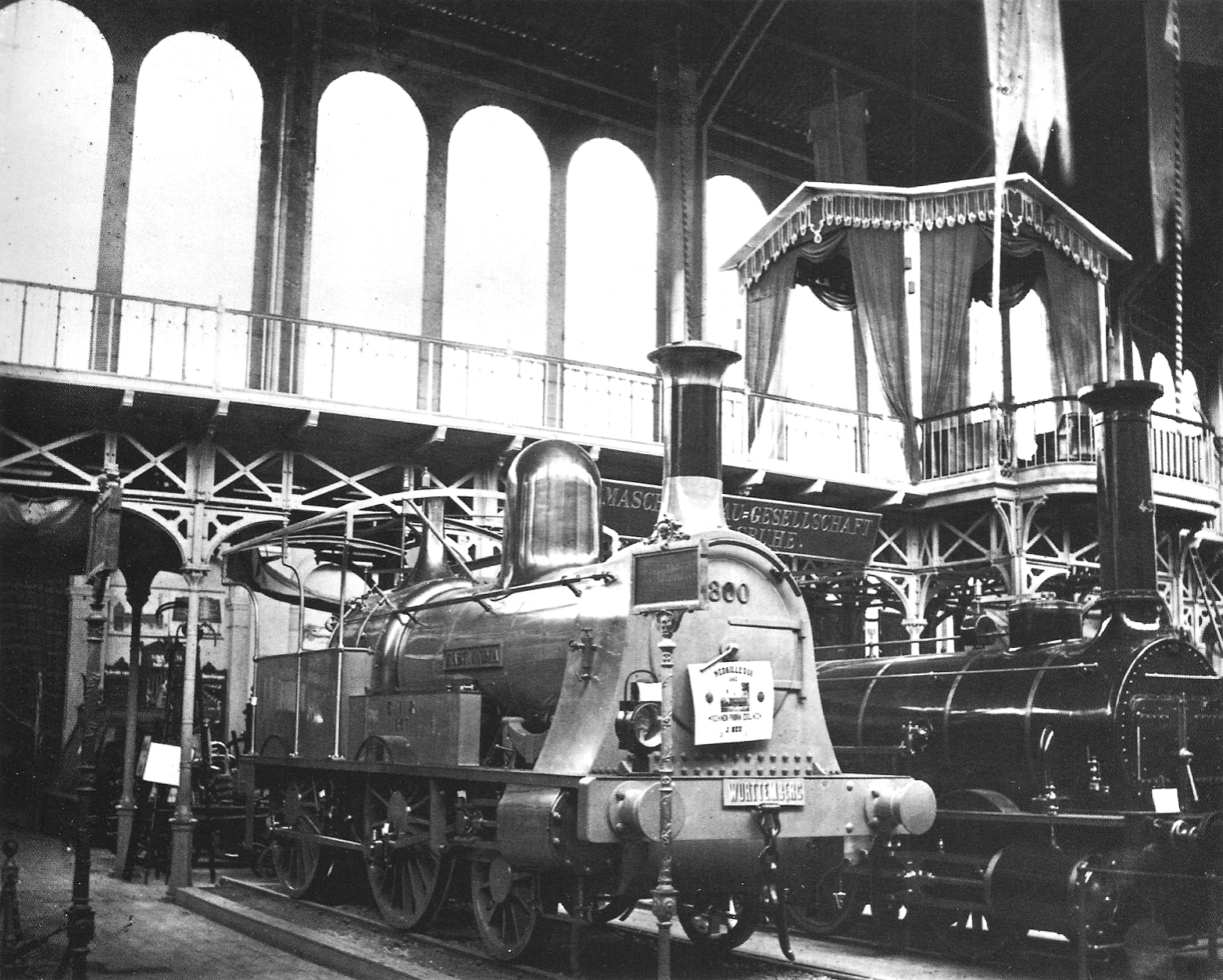
Linea di produzione nel 1867
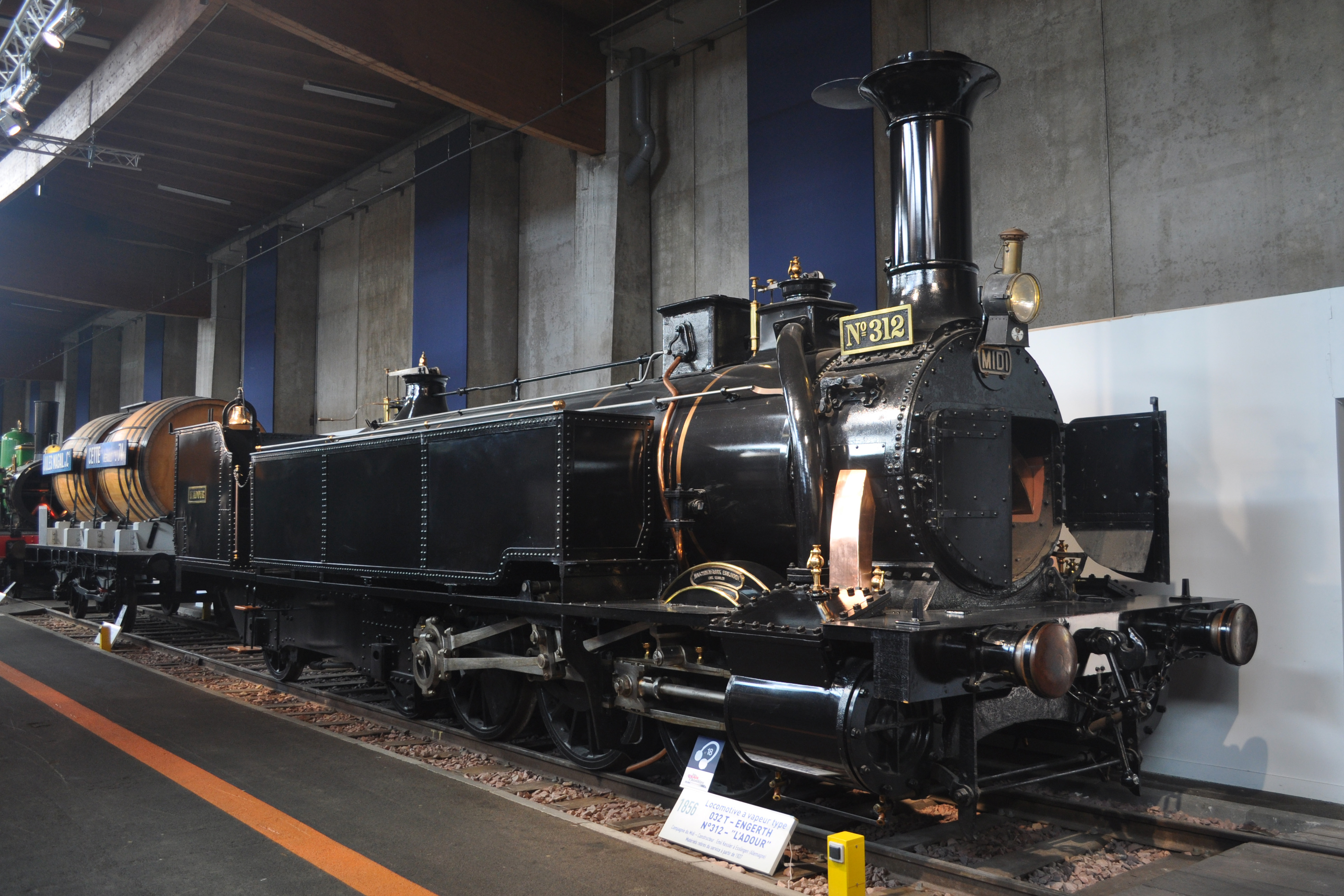
Locomotiva a cremagliera n. 306 del 1856 presso il museo ferroviario di Mulhouse
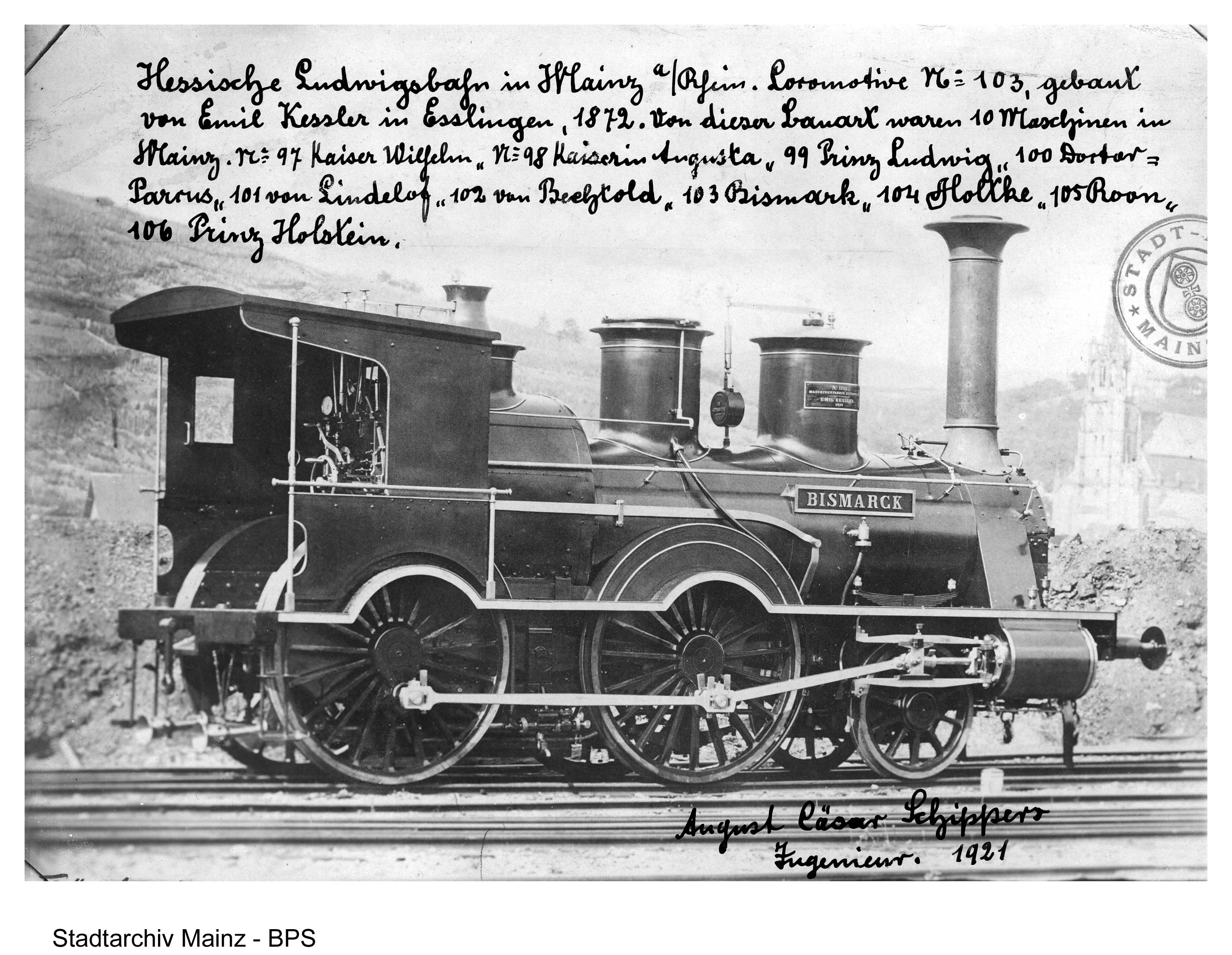
Locomotiva n. 103, Bismarck, anno di costruzione 1872
Locomotiva Dieselda manovra V 60 per le ferrovie israeliane